# ハミ駅
ハミ駅（ハミえき、中文表記: 哈密站）は中華人民共和国新疆ウイグル自治区ハミ市伊州区天山北路に位置する中国鉄路総公司ウルムチ鉄路局が管轄する駅である。

## 駅構造

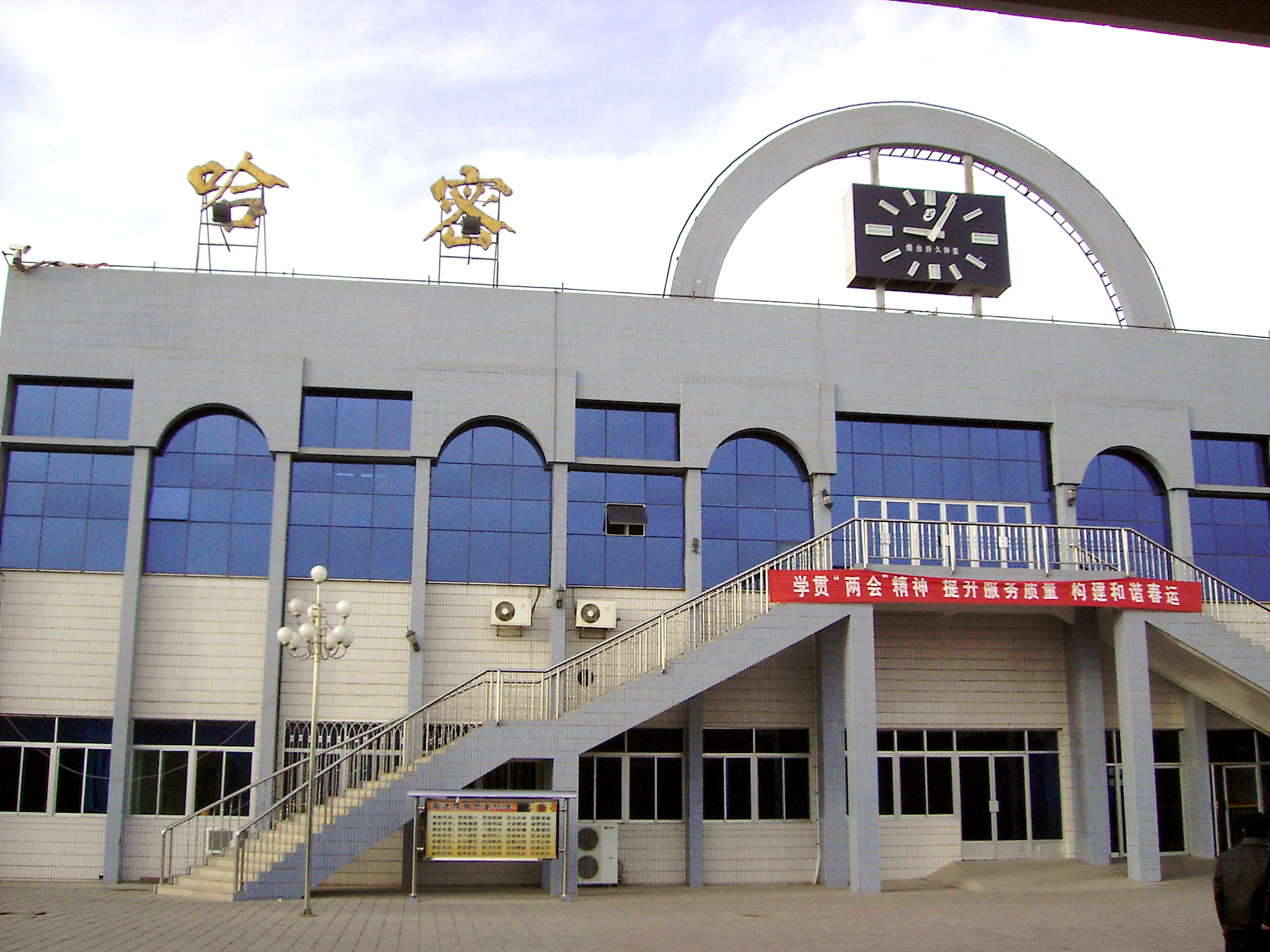
ハミ駅の旧駅舎

- 単式ホーム1面、島式ホーム1面の地上駅である。

## 所属路線
- 中国鉄路総公司
  - 蘭新線：蘭州駅起点より1,339km、ウルムチ南駅まで553km、烏西駅終点まで573km
  - 蘭新線第二複線

## 歴史
- 1959年 - 蘭新線の開通に伴い開設された。

## 隣の駅
中国鉄路総公司
蘭新線
紅光駅 - ハミ駅 - 火石泉駅
蘭新線第二複線
煙墩東駅 - ハミ駅 - 柳樹泉南駅